# Niewypowiedziany
Niewypowiedziany (szw. I denna stilla natt, dosł. W cichą noc) – powieść kryminalna szwedzkiej pisarki Mari Jungstedt, opublikowana w 2004 roku. W Polsce książka ukazała się nakładem Wydawnictwa Bellona w 2010 w tłumaczeniu Magdaleny Landowskiej.

## Treść

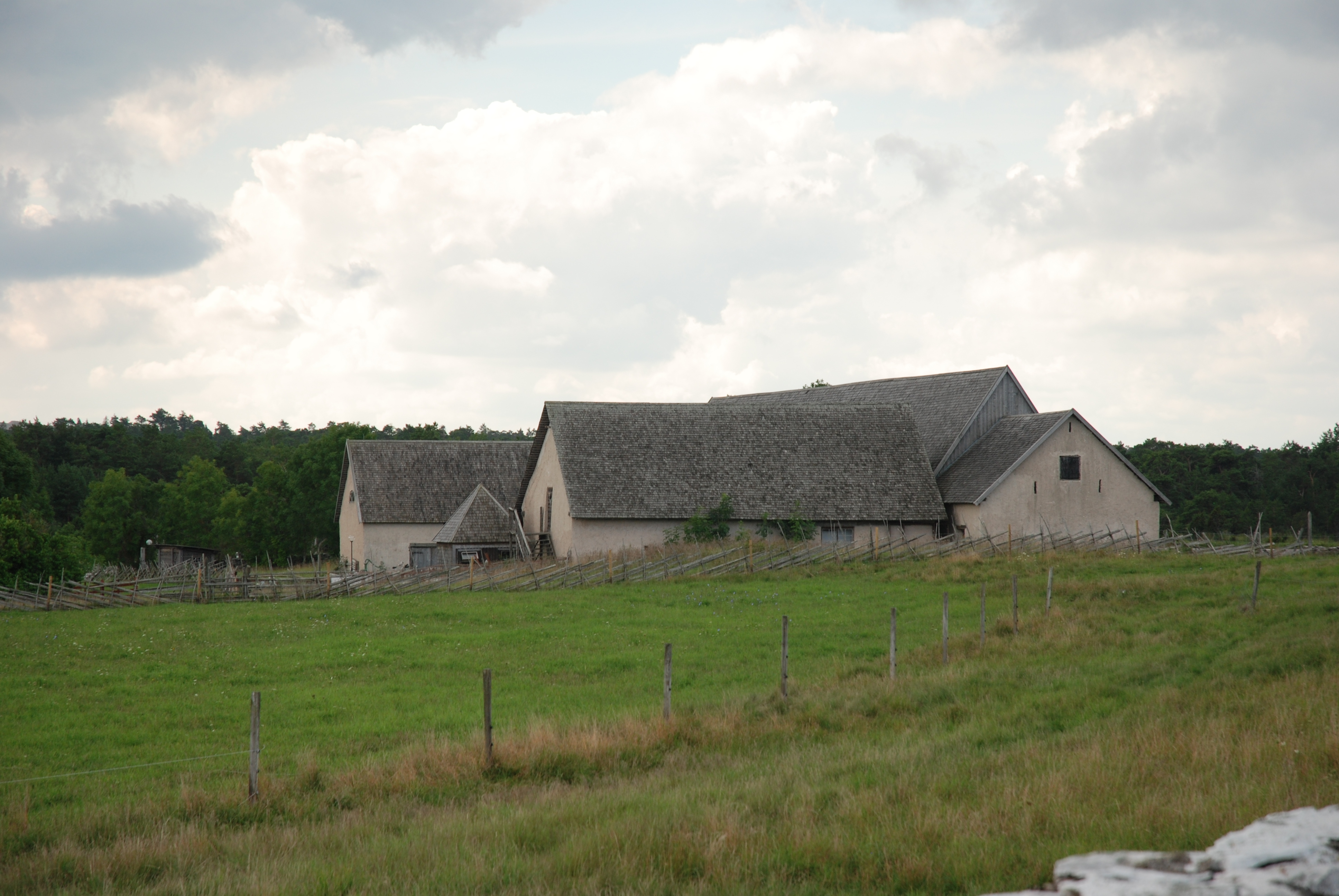
Część akcji rozgrywa się na gotlandzkiej prowincji

Jest drugą powieścią cyklu, w którym występuje detektyw Anders Knutas, komisarz policji z Visby na szwedzkiej wyspie - Gotlandii. Pomaga mu energiczna Karin Jacobsson. W tej części akcja rozgrywa się w okresie poprzedzającym Boże Narodzenie. 18 listopada, w ciemni fotograficznej jednego z domów w Gråbo, dzielnicy Visby, znaleziono zwłoki Henry’ego Dahlströma (ur. 1943) – alkoholika, dawniej uzdolnionego fotografa związanego z gazetą Gotlands Tidningar. Dahlström był namiętnym graczem na wyścigach konnych i niedawno wygrał sporą sumę. Morderstwo, które zgłosił Bengt Johnsson (kolega od kieliszka) ma początkowo wszelkie znamiona zwykłej pijackiej tragedii, ale z czasem okazuje się, że posiada dodatkowe wątki. Sprawa zbiega się czasowo z zaginięciem 14-letniej dziewczyny - Fanny Janson, zamkniętej w sobie miłośniczki koni, pracującej na miejscowym torze wyścigowym. Jej matka znacząco nadużywa alkoholu. Oba wątki z czasem się łączą. Podejrzanym zostaje obywatel USA - Tom Kingsley, także związany z lokalną stadniną. Do pomocy na Gotlandii wydelegowani zostali dwaj funkcjonariusze Centralnego Biura Kryminalnego - Martin Kihlgård i Hans Hansson.
Równolegle kontynuowany jest skomplikowany wątek miłosny (zapoczątkowany w pierwszej części - Niewidzialny) pomiędzy Johanem Bergiem (reporterem szwedzkiej telewizji) a Emmą Winarve (nauczycielką z Romy). Emma jest mężatką i matką dwójki dzieci silnie zakochaną w Johanie i targaną sprzecznymi uczuciami.